# Nanker (biskup lubuski)
Nanker (zm. po 1250) – biskup lubuski od 1248. Związany z wrocławskim dworem książęcym piastował funkcję kapelana księcia Henryka I Brodatego oraz kanclerza jego syna – Henryka II Pobożnego. W 1227 r. został kanonikiem wrocławskim, a w 1236 prepozytem lubuskim. W 1240 powołany na urząd dziekana wrocławskiego. 15 października 1248 został biskupem lubuskim. Bronił związków swojego biskupstwa z metropolią gnieźnieńską. Jego losy po 1250 nie są znane.